# Tangevej Vandtårn
Vandtårnet på Tangevej er et tidligere vandtårn beliggende på Tangevej i Ribe nær Ribe Station. Vandtårnet er opført i 1913[kilde mangler] til institutionen Ribelund og blev senere i 1952 renoveret og udvidet. Det var i drift ind til 1990.
Tårnet er ca. 30 m højt og har en diameter på ca. 6m.